# Уручовци
Уручовци е село в Южна България. То се намира в община Мадан, област Смолян.

## География
Село Уручовци се намира в планински район.